# Didier Faivre-Pierret
Didier Faivre-Pierret (Pontarlier, 20 aprile 1965) è un ex ciclista su strada francese.

## Palmarès
- Giochi olimpici

Barcellona 1992: bronzo nel cronometro a squadre.